# 1998年冬季残疾人奥林匹克运动会爱沙尼亚代表团
1998年冬季残疾人奥林匹克运动会爱沙尼亚代表团是爱沙尼亚派出的1998年冬季残疾人奥林匹克运动会代表团。未获得奖牌。